# Gmina Grodków
Die Gmina Grodków [ˈɡrɔtkuf] ist eine Stadt- und Landgemeinde im Powiat Brzeski der Woiwodschaft Opole in Polen. Ihr Sitz ist die Stadt Grodków (deutsch Grottkau, schlesisch Gruttke) mit etwa 8700 Einwohnern.

## Geographie
Die Gemeinde liegt etwa 15 km südlich von der Kreisstadt Brzeg und 40 km westlich von Opole.

## Geschichte
Von 1945 bis 1975 war die Stadt Sitz des Powiat Grodkowski. Von 1975 bis 1998 gehörten die Orte zur ehemaligen Woiwodschaft Opole.

## Politik

### Bürgermeister
An der Spitze der Stadtverwaltung steht der Bürgermeister. Derzeit ist dies Miłos Krok vom Wahlbündnis Trzecia Droga (PL2050 / PSL). Die turnusmäßige Wahl im April 2024 führte zu folgendem Ergebnis:
- Damian Macheta (Wahlkomitee „Damian Macheta – Wählerfreundliche Gemeinde“) 24,4 % der Stimmen
- Miłos Krok (Wahlbündnis Trzecia Droga – PL2050 / PSL) 24,1 % der Stimmen
- Marek Antoniewicz (Wahlkomitee für die Rechte des Grodkówer Landes) 20,7 % der Stimmen
- Danuta Trzaskawska (Wahlkomitee Danuta Trzaskawska – PiS) 17,1 % der Stimmen
- Agnieszka Gajewska (Wahlkomitee „Agnieszka Gajewska – über die Ortsteile hinaus“) 13,7 %

Nachdem Amtsinhaber Antoniewicz bereits im ersten Wahlgang ausgeschieden war, setzte sich Krok im zweiten Wahlgang mit 53,1 % der Stimmen gegen Macheta durch.
Die turnusmäßige Wahl im Oktober 2018 führte zu folgendem Ergebnis:
- Marek Antoniewicz (Wahlkomitee für die Rechte des Grodkówer Landes) 53,6 % der Stimmen
- Agata Wasilenko-Mikuta (Wahlkomitee „Solidarität Grodków“) 28,4 % der Stimmen
- Jan Jóżków (Koalicja Obywatelska) 17,9 % der Stimmen

Damit wurde Antoniewicz bereits im ersten Wahlgang wiedergewählt.

### Stadtrat
Der Stadtrat besteht aus 15 Mitgliedern und wird von der Bevölkerung direkt in Einpersonenwahlkreisen gewählt. Die Stadtratswahl 2024 führte zu folgendem Ergebnis:
- Wahlkomitee für die Rechte des Grodkówer Landes 28,6 % der Stimmen, 5 Sitze
- Wahlkomitee „Damian Macheta – Wählerfreundliche Gemeinde“ 21,8 % der Stimmen, 5 Sitze
- Wahlbündnis Trzecia Droga (PL2050 / PSL) 21,8 % der Stimmen, 2 Sitze
- Wahlkomitee Danuta Trzaskawska – PiS 14,8 % der Stimmen, kein Sitz
- Wahlkomitee „Agnieszka Gajewska – über die Ortsteile hinaus“ 8,6 % der Stimmen, 1 Sitz
- Wahlkomitee „Unser Haus“ 2,9 % der Stimmen, 1 Sitz
- Wahlkomitee Dariusz Galus 1,6 % der Stimmen, 1 Sitz

Die Stadtratswahl 2018 führte zu folgendem Ergebnis:
- Prawo i Sprawiedliwość (PiS) 21,4 % der Stimmen, 1 Sitz
- Wahlkomitee für die Rechte des Grodkówer Landes 21,0 % der Stimmen, 5 Sitze
- Polskie Stronnictwo Ludowe (PSL) 19,3 % der Stimmen, 5 Sitze
- Koalicja Obywatelska (KO) 17,0 % der Stimmen, 1 Sitz
- Wahlkomitee „Solidarität Grodków“ 13,9 % der Stimmen, 1 Sitz
- Wahlkomitee „Wir lieben Grodków“ 7,4 % der Stimmen, 2 Sitze

### Städtepartnerschaften
- Heringsdorf, Deutschland
- Beckum, Deutschland

## Gliederung
Die Stadt- und Landgemeinde Grodków umfasst die Orte:
- Bąków (Bankau)
- Bogdanów (Boitmannsdorf)
- Gałązczyce (Giersdorf)
- Gierów (Gührau)
- Głębocko (Tiefensee)
- Gnojna (Olbendorf)
- Gola Grodkowska (Guhlau)
- Jaszów (Seiffersdorf bei Ottmachau)
- Jeszkotle (Jäschkittel)
- Jędrzejów (Endersdorf)
- Kobiela (Kühschmalz)
- Kolnica (Lichtenberg)
- Kopice (Koppitz, 1936–1945 Schwarzengrund)
- Lipowa (Deutsch Leippe)
- Lubcz (Leuppusch)
- Mikołajowa (Niklasdorf)
- Młodoszowice (Zindel)
- Nowa Wieś Mała (Klein Neudorf)
- Osiek Grodkowski (Osseg, 1936 Auwaldau, später Auenrode)
- Polana (Ebenau)
- Przylesie Dolne (Niederseiffersdorf)
- Rogów (Rogau)
- Starowice Dolne (Hönigsdorf)
- Strzegów (Striegendorf)
- Sulisław (Zülzhof)
- Tarnów Grodkowski (Tharnau bei Grottkau)
- Wierzbna (Würben)
- Wierzbnik (Herzogswalde)
- Więcmierzyce (Winzenberg)
- Wojsław (Woisselsdorf)
- Wojnowiczki (Klein Zindel)
- Wójtowice (Voigtsdorf)
- Zielonkowice (Grünheide)
- Żarów (Sorgau)
- Żelazna (Märzdorf)

## Bahnhof Grodków Śląski

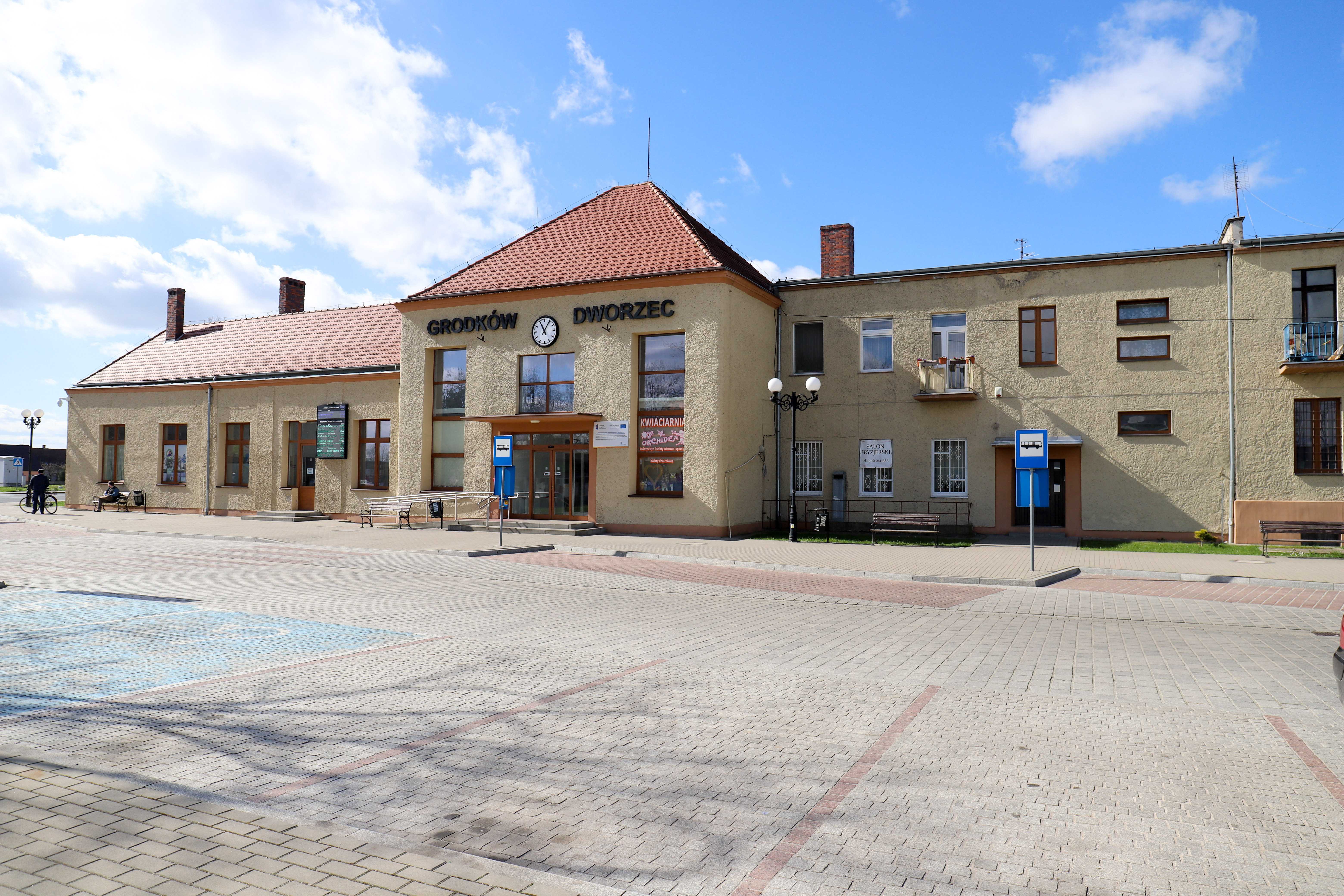
Grodków Śląski

Mit der Inbetriebnahme des Abschnitts zwischen Brieg und Bösdorf der Bahnstrecke Neisse–Brieg am 25. Juli 1847 durch die Brieg-Neisser Eisenbahn erhielt Grottkau Eisenbahnanschluss. Seit 1891 war der Bahnhof Grottkau Abzweigbahnhof der Bahnstrecke von Grottkau nach Glambach. Am 27. August 1945 erhielt der Bahnhof die Bezeichnung Grodków, ab 1. Juni 1959 wurde er als Grodków Śląski bezeichnet.
Die abzweigende Bahnstrecke Grodków Śląski–Głęboka Śląska wurde am 28. Mai 1988 im Personenverkehr eingestellt. Am 4. April 2000 verlor auch die Bahnstrecke Nysa–Brzeg zunächst ihren Personenverkehr.
Seit dem 14. Dezember 2008 wird, nach einem vorübergehenden Versuch vom 2. Juli 2005 bis 10. Dezember 2006, wieder Personenverkehr durchgeführt und der Bahnhof Grodków Śląski von Zügen zwischen Brzeg und Nysa bedient.
Inzwischen wurde der Bahnhof zu einem Haltepunkt mit Ladestelle herabgestuft. Aus deutscher Zeit ist noch ein Stellwerksgebäude des ehemaligen Bahnhofs erhalten.